# Liste des distinctions reçues par Zootopie
Cet article présente une liste des distinctions reçues par Zootopie. Elle recense tous les prix notables du cinéma où ce film d'animation a été mentionné en date du 21 février 2017. Ces prix sont classés par ordre alphabétique dans un tableau triable contenant leur nom, la date de cérémonie, les catégories où le film a été nommé, les destinataires et les nommés, le résultat et les références sourçant et prouvant la notoriété du contenu de la ligne.
Zootopie (Zootopia au Québec) est un film d'animation américain de comédie et d'aventure en images de synthèse et en 3D produit par Walt Disney Animation Studios et distribué par Walt Disney Pictures. Le film est réalisé par Byron Howard et Rich Moore, avec Jared Bush à la co-réalisation. Il présente notamment les voix de Ginnifer Goodwin et Jason Bateman, le film se concentre sur la collaboration improbable entre une lapine policière et un renard roux escroc qui révèlent une conspiration qui inclut la disparition des habitants prédateurs d'une métropole de mammifères. Le film a été projeté en avant-première au Festival du film d'animation de Bruxelles en Belgique le 13 février 2016 et a fait l'objet d'une sortie généralisée au cinéma (en) en formats 2D conventionnel, Disney Digital 3-D, RealD 3D (en) et IMAX 3D aux États-Unis le 4 mars 2016,. Le film a bénéficié de critiques positives à sa sortie ; il détient un taux d'approbation de 98% sur Rotten Tomatoes basé sur 241 critiques, avec une note moyenne de 8,1/10 et un score Metacritic de 78 sur 100 basé sur 43 critiques. L'American Film Institute l'a sélectionné en tant qu'un de ses dix films de l'année (« Movies of the Year »).

## Liste des distinctions
(février 2017).
| Prix                                                | Date de la cérémonie | Catégorie                                                                                  | Récipiendaire et nommé | Résultat   | Ref.          |
| --------------------------------------------------- | -------------------- | ------------------------------------------------------------------------------------------ | --- | ---------- | ------------- |
| AARP Annual Movies for Grownups Awards              | 6 février 2017       | Meilleur film pour les grands qui refusent de grandir                                      | Zootopie | Nomination | [ 10 ]        |
| Oscars du cinéma                                    | 26 février 2017      | Meilleur film d'animation                                                                  | Byron Howard, Rich Moore et Clark Spencer | Lauréat    | [ 11 ] [ 12 ] |
| African-American Film Critics Association           | 8 février 2017       | Meilleur film d'animation                                                                  | Zootopie | Lauréat    | [ 13 ]        |
| Alliance of Women Film Journalists                  | 21 décembre 2016     | Meilleur film d'animation                                                                  | Jared Bush, Byron Howard et Rich Moore | Lauréat    | [ 14 ] [ 15 ] |
| Alliance of Women Film Journalists                  | 21 décembre 2016     | Meilleur personnage féminin animé                                                          | Ginnifer Goodwin | Lauréat    | [ 14 ] [ 15 ] |
| American Cinema Editors                             | 27 janvier 2017      | Meilleur long métrage d'animation édité                                                    | Fabienne Rawley et Jeremy Milton | Lauréat    | [ 16 ]        |
| American Film Institute                             | December 7, 2016     | Dix des meilleurs films de l'année                                                         | Zootopie | Lauréat    |               |
| Annie Awards                                        | 4 février 2017       | Meilleur film d'animation                                                                  | Zootopie | Lauréat    | [ 17 ]        |
| Annie Awards                                        | 4 février 2017       | Accomplissement remarquable, Conception des personnages dans un long-métrage d'animation   | Cory Loftis | Lauréat    | [ 17 ]        |
| Annie Awards                                        | 4 février 2017       | Accomplissement remarquable, Réalisation dans un long-métrage d'animation                  | Byron Howard et Rich Moore | Lauréat    | [ 17 ]        |
| Annie Awards                                        | 4 février 2017       | Accomplissement remarquable, Storyboarding dans un long-métrage d'animation                | Dean Wellins | Lauréat    | [ 17 ]        |
| Annie Awards                                        | 4 février 2017       | Accomplissement remarquable, Scénario dans un long-métrage d'animation                     | Jared Bush et Phil Johnston | Lauréat    | [ 17 ]        |
| Annie Awards                                        | 4 février 2017       | Accomplissement remarquable, Interprétation vocale dans un long-métrage d'animation        | Jason Bateman | Lauréat    | [ 17 ]        |
| Annie Awards                                        | 4 février 2017       | Accomplissement remarquable, Effets d'animation dans une production animée                 | Dong Joo Byun, Henrik Fält, Sam Klock, Rattanin Sirinaruemarn et Thom Wickes | Nomination | [ 17 ]        |
| Annie Awards                                        | 4 février 2017       | Accomplissement remarquable, Animation des personnages dans une production de long-métrage | Dave Hardin | Nomination | [ 17 ]        |
| Annie Awards                                        | 4 février 2017       | Accomplissement remarquable, Animation des personnages dans une production de long-métrage | Chad Sellers | Nomination | [ 17 ]        |
| Annie Awards                                        | 4 février 2017       | Accomplissement remarquable, Création des décors dans un long-métrage d'animation          | David Goetz et Matthias Lechner | Nomination | [ 17 ]        |
| Annie Awards                                        | 4 février 2017       | Accomplissement remarquable, Montage dans un long-métrage d'animation                      | Jeremy Milton et Fabienne Rawley | Nomination | [ 17 ]        |
| Austin Film Critics Association                     | 28 décembre 2016     | Meilleur film d'animation                                                                  | Zootopie | Nomination | [ 18 ] [ 19 ] |
| Black Reel Awards                                   | 16 février 2017      | Performance vocale exceptionnelle                                                          | Idris Elba | Nomination | [ 20 ]        |
| British Academy Children's Awards (en)              | 20 novembre 2016     | Long métrage                                                                               | Byron Howard, Rich Moore et Clark Spencer | Lauréat    | [ 21 ] [ 22 ] |
| British Academy Children's Awards (en)              | 20 novembre 2016     | BAFTA Kids' Vote                                                                           | Zootopie | Lauréat    | [ 21 ] [ 22 ] |
| British Academy Film Awards                         | 12 février 2017      | Meilleur film d'animation                                                                  | Byron Howard et Rich Moore | Nomination | [ 23 ]        |
| Casting Society of America                          | 19 janvier 2017      | Animation                                                                                  | Jamie Sparer Roberts | Nomination | [ 24 ]        |
| Chicago Film Critics Association                    | 15 décembre 2016     | Meilleur film d'animation                                                                  | Zootopie | Nomination | [ 25 ]        |
| Cinema Audio Society Awards                         | 18 février 2017      | Réalisation exceptionnelle en mixage sonore pour un film cinématographique - animé         | Scott Curtis, David E. Fluhr, Gabriel Guy, Joel Iwataki et Paul McGrath | Nomination | [ 26 ]        |
| Critics' Choice Movie Awards                        | 11 décembre 2016     | Meilleur film d'animation                                                                  | Zootopie | Lauréat    | [ 27 ]        |
| Dallas-Fort Worth Film Critics Association          | 13 décembre 2016     | Meilleur film d'animation                                                                  | Zootopie | Lauréat    | [ 28 ]        |
| Florida Film Critics Circle                         | 23 décembre 2016     | Meilleur film d'animation                                                                  | Zootopie | Finaliste  | [ 29 ]        |
| Golden Globes                                       | 8 janvier 2017       | Meilleur film d'animation                                                                  | Zootopie | Lauréat    | [ 30 ]        |
| Golden Tomato Awards                                | 12 janvier 2017      | Meilleure version large 2016                                                               | Zootopie | Lauréat    | [ 31 ]        |
| Golden Tomato Awards                                | 12 janvier 2017      | Meilleur film d'animation 2016                                                             | Zootopie | Lauréat    | [ 31 ]        |
| Golden Trailer Awards                               | 4 mai 2016           | Spot TV le plus original                                                                   | "Oscar Review" | Lauréat    | [ 32 ]        |
| Golden Trailer Awards                               | 4 mai 2016           | Meilleur spot TV de la partition originale                                                 | "Try Everything Voice 3 Days – IMAX" | Nomination | [ 32 ]        |
| Golden Trailer Awards                               | 4 mai 2016           | Meilleure publicité théâtrale d'avant-spectacle pour une marque                            | "Popcorn Club" | Nomination | [ 32 ]        |
| Grammy Awards                                       | 12 février 2017      | Meilleure chanson écrite pour un film                                                      | Try Everything – Sia Furler et Stargate | Nomination | [ 33 ]        |
| Hollywood Film Awards                               | 6 novembre 2016      | Hollywood Animation Award                                                                  | Zootopie | Lauréat    | [ 34 ]        |
| Hollywood Music in Media Awards (en)                | 17 novembre 2016     | Meilleure bande originale – Film d'animation                                               | Michael Giacchino | Nomination | [ 35 ] [ 36 ] |
| Hollywood Music in Media Awards (en)                | 17 novembre 2016     | Meilleure chanson – Film d'animation                                                       | Try Everything – Sia Furler et Stargate | Nomination | [ 35 ] [ 36 ] |
| Hollywood Post Alliance (en)                        | 17 novembre 2017     | Son remarquable – Long métrage                                                             | David Fluhr, Gabriel Guy, et Addison Teague | Nomination | [ 37 ]        |
| Houston Film Critics Society                        | 6 janvier 2017       | Meilleur long métrage d'animation                                                          | Zootopie | Nomination | [ 38 ] [ 39 ] |
| International Film Music Critics Association Awards | 23 février 2017      | Meilleure musique originale pour un film d'animation                                       | Zootopie | Nomination | [ 40 ]        |
| Japan Academy Prize                                 | 3 mars 2017 (en)     | Film remarquable de langue étrangère                                                       | Zootopie | Nomination | [ 41 ] [ 42 ] |
| Kids' Choice Awards                                 | 11 mars 2017         | Film d'animation préféré                                                                   | Zootopie | Nomination | [ 43 ]        |
| Kids' Choice Awards                                 | 11 mars 2017         | Ennamis préférés                                                                           | Jason Bateman et Ginnifer Goodwin | Lauréat    | [ 43 ]        |
| MPSE Golden Reel Awards                             | 19 février 2017      | Langue anglaise: Dialogue / ADR                                                            | Jeremy Bowker, Ronni Brown, Stephen M. Davis, Christopher Flick, Earl Ghaffari, Lee Gilmore, Dan Laurie, Willard Overstreet, John Roesch, Addison Teague, Daniel Waldman et Jack Whittaker | Nomination | [ 44 ]        |
| New York Film Critics Circle                        | 1er décembre 2016    | Meilleur film d'animation                                                                  | Zootopie | Lauréat    | [ 45 ]        |
| Online Film Critics Society                         | 3 janvier 2017       | Meilleur long métrage d'animation                                                          | Zootopie | Nomination | [ 46 ]        |
| People's Choice Awards                              | 18 janvier 2017      | Film préféré                                                                               | Zootopie | Nomination | [ 47 ]        |
| People's Choice Awards                              | 18 janvier 2017      | Film familial préféré                                                                      | Zootopie | Nomination | [ 47 ]        |
| People's Choice Awards                              | 18 janvier 2017      | Voix préférée dans un film d'animation                                                     | Jason Bateman | Nomination | [ 47 ]        |
| People's Choice Awards                              | 18 janvier 2017      | Voix préférée dans un film d'animation                                                     | Ginnifer Goodwin | Nomination | [ 47 ]        |
| Producers Guild of America                          | 28 janvier 2017      | Meilleur film animé                                                                        | Clark Spencer | Lauréat    | [ 48 ]        |
| San Diego Film Critics Society                      | 12 décembre 2016     | Meilleur film d'animation                                                                  | Zootopie | Nomination | [ 49 ] [ 50 ] |
| San Francisco Film Critics Circle                   | 11 décembre 2016     | Meilleur film d'animation                                                                  | Zootopie | Nomination | [ 51 ] [ 52 ] |
| Satellite Awards                                    | 19 février 2017      | Meilleure fonction multimédia animée ou mixte                                              | Zootopie | Nomination | [ 53 ]        |
| Saturn Awards                                       | 28 juin 2017         | Meilleur film d'animation                                                                  | Zootopie | Nomination | [ 54 ]        |
| St. Louis Film Critics Association                  | 18 décembre 2016     | Meilleur film d'animation                                                                  | Zootopie | Lauréat    | [ 55 ]        |
| Teen Choice Awards                                  | 31 juillet 2016      | Musique de choix: chanson d'un film ou d'une émission de télévision                        | Try Everything - Shakira | Nomination | [ 56 ]        |
| Toronto Film Critics Association                    | 11 décembre 2016     | Meilleur film d'animation                                                                  | Zootopie | Lauréat    | [ 57 ]        |
| Trophées du Film français                           | 2 février 2017       | Trophée des Trophées                                                                       | Zootopie | Lauréat    | [ 58 ]        |
| Village Voice Film Poll                             | 6 janvier 2017       | Meilleur long métrage d'animation                                                          | Zootopie | 3e place   | [ 59 ]        |
| Visual Effects Society                              | 7 février 2017       | Effets visuels remarquables dans un long métrage d'animation                               | David Goetz, Scott Kersavage, Ernest J. Petti et Bradford S. Simonsen | Nomination | [ 60 ]        |
| Visual Effects Society                              | 7 février 2017       | Effets de simulation remarquables dans un long métrage d'animation                         | Nicholas Burkard, Moe El-Ali, Claudia Chung Sanii et Thom Wickes | Nomination | [ 60 ]        |
| Washington D.C. Area Film Critics Association       | 5 décembre 2016      | Meilleur long métrage d'animation                                                          | Zootopie | Nomination | [ 61 ]        |
| Washington D.C. Area Film Critics Association       | 5 décembre 2016      | Meilleure performance vocale                                                               | Jason Bateman | Nomination | [ 61 ]        |
| Washington D.C. Area Film Critics Association       | 5 décembre 2016      | Meilleure performance vocale                                                               | Ginnifer Goodwin | Nomination | [ 61 ]        |